# NGC 4094
NGC 4094 este o galaxie spirală situată în constelația Corbul. A fost descoperită în 7 mai 1836 de către John Herschel. Se află la o distanță de 17,14 megaparseci de Pământ.